# Roger Shimomura

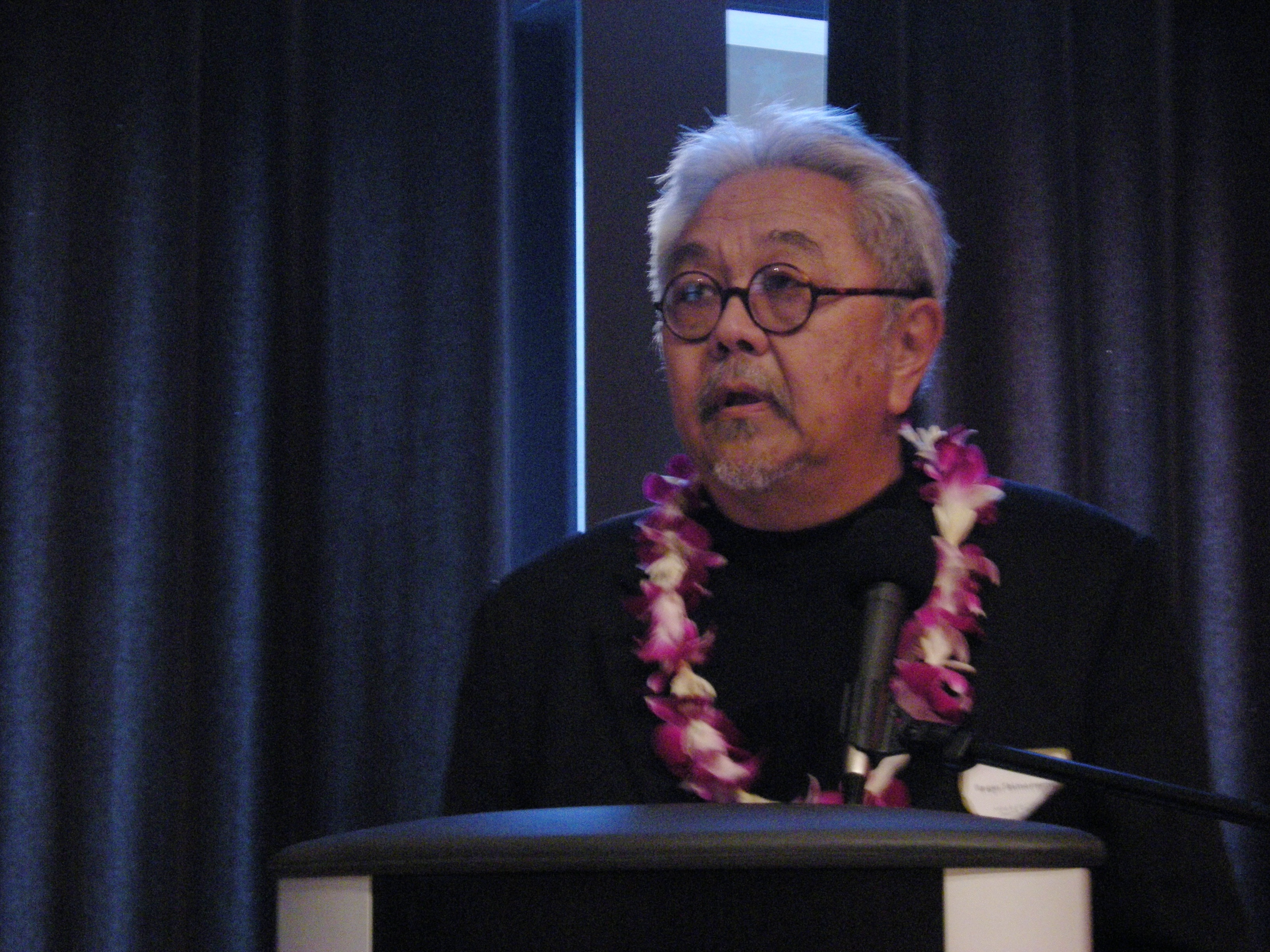
Roger Shimomura (2009)

Roger Shimomura (nasc. em 1939 em Seattle, Washington) é um artista norte-americano e professor emérito pela University of Kansas. Suas obras, espalhadas e exibidas por todo o território dos Estados Unidos, tratam de assuntos sociopolíticos relativos à experiência da comunidade asiática de seu país, especialmente enfatizando a temática do racismo. 
Durante a II Guerra Mundial cento e quarenta mil americanos descendentes de japoneses foram internados em campos de concentração por quatro anos em diversos pontos dos Estados Unidos. Este período difícil da experiência japonesa na diáspora americana muito marcou a comunidade nipoamericana e influenciou profundamente o trabalho artístico de Roger Shimomura.